# Vidra (Ilfov)
Pour les articles homonymes, voir Vidra.
Vidra est une commune du județ d'Ilfov en Roumanie.